# Javier Pacheco
Javier Pacheco (Barcelona, 21 de novembre de 1970) és un sindicalista català, actual secretari general de Comissions Obreres a Catalunya.

## Biografia
Fill d'extremenys, va cursar estudis de formació professional en automoció. Va treballar per a diferents empreses fins que el 1991 es va incorporar a la plantilla de Nissan, on encara hi treballa. A meitat de la dècada de 1990 es va afiliar al sindicat de Comissions Obreres. Poc després, el 1997, seria escollit delegat sindical de l'empresa, i el 2001 secretari general del sindicat a Nissan. Posteriorment el 2009 fou nomenat secretari general de la Federació Minerometal·lúrgica del sindicat, actualment coneguda com a Federació d'Indústria. La tardor de 2016 va presentar l'única candidatura a succeir Joan Carles Gallego al front de Comissions Obreres de Catalunya. L'abril del 2017 va ser nomenat secretari general del sindicat, amb un 91% dels vots.
Va deixar el càrrec l'abril de 2025, quan fou substituït per Belén López Sánchez, la primera dona en ocupar el càrrec.